# Білошицький Павло Васильович
Павло́ Васи́льович Білоши́цький (8 лютого 1937, Київ — 8 лютого 2022) — лікар, математик, доктор медичних наук, Лауреат Державної премії України в галузі науки і техніки (2000), академік Української Академії Наук (2005), письменник, альпініст, засновник програми «Прапор України на вершинах світу» (1990). Почесний громадянин Бучі (2021).

## Біографія
Павло Васильович Білошицький народився 8 лютого 1937 р. у Києві у родині Василя Андрійовича та Олени Федорівни — вихідців з прадавніх шляхетських родів України. «Із сестрою Галиною та братом Миколою зростав серед обпалених війною колись казкових дніпровських плавнів Дарниці в голодні й холодні роки окупованого міста.»
Закінчив лікувальний факультет Київського медичного інституту ім. О. О. Богомольця (1961), механіко-математичний факультет Київського університету ім. Т. Г. Шевченка (1972). Після закінчення медінституту став аспірантом лабораторії космічної фізіології (зав. — академік Сиротинін Микола Миколайович) і першим лікарем в колишньому СРСР, який отримав спеціальність «космічна фізіологія».
В 1965 р. захистив кандидатську дисертацію («Підвищення стійкості гіпотермованих і зимосплячих тварин до факторів космічного польоту»). в 1982 — докторську («Транспорт і утилізація кисню при тривалій гіпотермії»). В 2000 р за цикл робіт «Фундаментальні дослідження гіпоксичних станів та використання в медицині і спорті методів адаптації до нестачі кисню» разом з колегами отримав Державну премію України в галузі науки і техніки.
Працював в інституті фізіології АН України на посадах молодшого, старшого наукового співробітника; протягом 10 років був заступником начальника (М. М. Сиротиніна) Ельбруських експедицій, завідувачем (від 1972 по 2006 р.) Ельбруською медико-біологічною станцією (ЕМБС) та Першим заступником директора Міжнародного центру астрономічних та медико-екологічних досліджень (від 1993 р.).
В 1972 р., завдячуючи в значній мірі організаторським здібностям та ентузіазму Білошицького, в Кабардино-Балкарії була створена унікальна стаціонарна ЕМБС (побудований корпус лабораторії космічної фізіології з реабілітаційним відділенням, спортивно-оздоровчим комплексом, термобарокамерою), яка стала міжнародним центром вивчення фундаментальних проблем гіпоксії та впровадження отриманих результатів в практику авіакосмічної медицини, курортології, спорту. За його керівництва та безпосередньої участі в 1966—1968 роках у кратері найвищої вершини Європи (г. Ельбрус) була змонтована лабораторія й проведена робота з метою моделювання умов життя на Місяці та здійснена перша у світі посадка гвинтокрила на висоті 5621 м.
Павло Васильович не залишив ЕМБС навіть після запропонованої йому в 1988 р. посади директора єдиного в Союзі науково-дослідного інституту проблем високогір'я з витікаючи з цього призначення кар'єрними принадами. А в 2006 р. на піку своєї наукової діяльності доктор медичних наук з вищою математичною освітою був звільнений «у зв'язку з закінченням строку контракту» (саме тоді він активно виступав за необхідність реорганізації науки в НАН України, проти здачі в т. зв. оренду площ ЕМБС). "…Щоб позбутися від неугодних, непокірливих, корумпована самоврядна патонівська академія впровадила у практику безліч «інновацій…»
В 2009—2014 рр. — професор кафедри фундаментальної підготовки в мистецькому інституті ім. Сальвадора Далі.
Має відзнаки, медалі, зокрема «За честь, гідність і співробітництво в науці» (Барселона, 2002); найбільшою нагородою вважає знаходження його портрета в галереї найвидатніших борців за незалежність України «Творці Незалежності», написана художником, лауреатом Національної премії імені Тараса Шевченка Борисом Плаксієм, (Іван Марчук — український художник, що увійшов до сотні геніїв світу, назвав Бориса Плаксія «людиною тисячоліття»).
Вільний час присвячує літературній творчості, альпінізму. Засновник програми «Прапор України на вершинах світу» (1990)[1], організовував та здійснював першосходження з синьо-жовтим прапором на найвищі вершини континентів Європи (Монблан — 09.08.90, Ельбрус — 17.09.90), Африки (Кіліманджаро — 01.1995), Америки (Гаяна Потосі — 09.1994, Аконкагуа — 02.1997) та ін.; чемпіон України з альпінізму у висотно-віковому класі (1997).
Син — Сергій Білошицький, лікар-спеціаліст вищої категорії.
Внук  — Антон Білошицький.

## Науковий внесок
П. В. Білошицький — учень і прямий продовжувач справи академіка М. М. Сиротиніна, фахівець у галузі авіакосмічної, гірської, екстремальної, радіаційної, спортивної медицини; безпеки життєдіяльності, терморегуляції, гіпотермії, математичної біології, біоінформатики.
Ним вперше переконливо встановлені особливості: ґенезу гіпоксії при опроміненні та охолодженні гомойотермних і гетеротермних тварин; термогенезу при комбінованій дії гіпоксії та екстремальних (високих та низьких) температур; дії фармакологічних речовин за умов гіпоксії, в результаті чого ним (1964 р.) була обґрунтована необхідність появи нової науки — космічної (екстремальної, екологічної) фармакології. Його багаторічні дослідження допомогли: запропонувати високоефективний метод термобаротерапії для підвищення неспецифічної резистентності організму (авторське свідоцтво № 1731219 від 08.01.92 р.); узагальнити механізми розвитку гіпоксичних станів та визначити роль оксибіотичних процесів в ґенезі патологічних проявів як при дії на організм екстремальних факторів (гіпоксія, радіація, охолодження, перегрівання, прискорення, декомпресія, гіпербарія, гіперкапнія, імерсійна невагомість), так і в повсякденному житті (в умовах гірських висот, фізичного навантаження) та при різних захворюваннях (анемії, респіраторні алергози, діабет, нейроциркуляторні дистонії, аритмії, «чорнобильський синдром»); сформулювати основні положення відносно фізіологічної адаптації до гіпоксії як про процес становлення нового стійкого рівня, що забезпечує надійність функціонування організму в змінених умовах середовища; обґрунтувати концепцію про зміни реактивності та резистентності організму в онто- та філогенезі під впливом зниженого парціального тиску кисню; дати нову класифікацію гіпоксичних станів; створити концепцію про оптимальну ступеневу адаптацію до гіпоксії, розробити математичні моделі гіпоксичних станів та надійності функціонування систем організму; визначити найбільш інформативні критерії для оцінки рівня адаптивності, адаптованості з метою відбору кандидатів в космонавти та спортсменів для включення в збірні команди; запропонувати методи постгіпотермічної нормалізації життєдіяльності, профілактики замерзання в умовах гіпоксії; сформулювати медичні поради горосходжувачам.
Він запропонував: використовувати зимосплячих тварин у ролі «зондів» космічного простору та з метою включення їх в замкнену екологічну систему, методологію розрахунку відрізку часу до настання незворотних змін в організмі в залежності від ступеню охолодження, фізичні методи (зокрема, електромагнітні поля) з метою запобігання незворотних пошкоджень клітин кристалами льоду; метод нормалізації життєдіяльності гіпотермованих тварин за допомогою інгаляції приготовленого «ex tempore» водню; технології керування кліматом (космічні, земні «ноу-хау») з метою запобігання наслідків глобального потепління (01. 2010 р.), гіпотези: про роль «теплового вільнорадикального котла» в процесах теплоутворення, про «постулати світотворення», про можливу «співпрацю» (мимовільно через вегетативну нервову систему) «мовчазної» неідентифікованої ДНК та частини клітин мозку з невидимим світом біоінформації; показав можливість вивчення гуморальних факторів зимової сплячки на моделі перехресного кровообігу між гомойотермними (щури) та гетеротермними (ховрахи) тваринами, розробив методи автоматичного підтримання заданої температури тіла та інших параметрів організму, встановив кількісну залежність теплопродукції від ступеню гіпоксії, ввів такі поняття, як «інформаційні хвороби», «інформаційні методи лікування», «біоінформація», «надійність функціонування організму».
Проведені ним разом з іншими представниками школи М. М. Сиротиніна фундаментальні дослідження гіпоксичних станів та математичне моделювання основних функцій організму стали підґрунтям для впровадження уперше у світовій практиці нових високоефективних методів гіпокситерапії з метою лікування, реабілітації, профілактики, підвищення резистентності та працездатності, покращання спортивних результатів й сприяли перетворенню гіпоксії з описово-експериментальної науки у точну.
Наслідуючи традиції вітчизняних вчених, провів низку автоекспериментів: перші в СРСР дослідження імерсійної невагомості — 1963 рік, моделювання умов життя на Місяці (в кратері вершини Ельбрусу) — 1966—1968 рр., комбінованої дії гіпоксії та охолодження чи перегрівання; проходив підготовку в загоні космонавтів.
Редактор і член редакційних колегій 11 збірників наукових робіт, журналів: «Криобиология», «Известия КБНЦ РАН», «Hypoxia Medical», «Фізіологічний журнал», «Експедиція», «Безпека життєдіяльності».
Брав участь у роботі шести Всесвітніх конгресів з високогірної фізіології та медицини.
Має понад 330 публікацій — в тому числі статті в Енциклопедії Сучасної України («Анабіоз», «Анаеробіоз», «Адаптація фізіологічна», «Альпінізм», «Гіпоксія», «Гіпертермія», «Декомпресія»), винаходи та монографії, зокрема: «Пострадиационная реабилитация в условиях гор» (1996), «Н. Н. Сиротинин и его школа» (1998), «Сходження» (2013), «Летопись медико-биологических исследований в Приэльбрусье. 1929—2006» (2014), «З гумором до Небесних висот» (2015).